# Nahnu Djundulla Djundulwatan
Naḥnu Jundu Allâh Jundu al Waṭan (en arabe : نحن جند الله جند الوطن; « Nous sommes soldats de Dieu, soldats de la patrie ») est l'hymne national du Soudan. Les paroles ont été écrites par Sayed Ahmad Muhammad Salih, et la musique a été composée par Ahmad Murjan. L'hymne national a été adopté en 1956 lorsque le pays est devenu indépendent du Royaume-Uni et du royaume d'Égypte.
Il est officiellement appelé le Salut Républicain. Il peut être appelé familièrement l'Hymne du Drapeau ou le Salut du Drapeau.

## Historique
Cet hymne national était à l'origine l'hymne organisationnel des Forces de défense soudanaises avant l'indépendance. Le poème « Nous sommes soldats de Dieu, soldats de la patrie » a été choisi parmi d'autres poèmes lors d'un concours d'œuvres poétiques louant la puissance des FDS en 1955. Lorsque le Soudan a obtenu son indépendance un an plus tard, les quatre premiers couplets de le poème a été choisi pour être l'hymne national,.

## Paroles
| Paroles en arabe | Paroles en arabe romanisé | Traduction en français |
| --- | --- | --- |
| نحن جند الله جند الوطن إن دعى داعي الفداء لم نخن نتحدى الموت عند المحن نشتري المجد بأغلى ثمن هذه الأرض لنا فليعيش سوداننا علماً بين الأمم يا بني السودان هذا رمزكم يحمل العبء و يحمي أرضكم | Naḥnu jundu Allâh jundu al waṭan In daeâ dâei al fidâ lam nakhun Nataḥaddâ al maut einda al miḥan, Nachtarî al majda bi aglâ thaman Hâdhihî l'arḍu lanâ fa al yaeich Soudânunâ, Ealaman baina l'umam Yâ banî al Soudân, hâdhâ ramzukum Yaḥmilu l'eibạ oua yaḥmî arḍakum. | Nous sommes les soldats de Dieu, les soldats de notre patrie, Nous ne manquons jamais lorsque nous sommes appelés au sacrifice. Mort, nous défions à l'adversité. Gloire, nous achetons avec le prix le plus élevé. Cette terre est la nôtre, que notre Soudan vive longtemps parmi les nations, Montrant la voie comme une bannière. O Fils du Soudan, c'est votre symbole, Épaule le fardeau et protège votre terre. |